# Hostelling International
Hostelling International, conhecida antigamente como International Youth Hostel Federation (IYHF) (Federação Internacional de Albergues da Juventude em português), é uma federação de mais de 90 associações nacionais de albergues da juventude em mais de 80 países, cobrindo cerca de 4500 hotéis e albergues da juventude em todo mundo. Ele inclui a Youth Hostels Association (Associação de Albergues da Juventude) (YHA) na Inglaterra e País de Gales, a Associação Escocesa de Albergues da Juventude (Scottish Youth Hostels Association - SYHA) na Escócia (fundada em 1931), e a Associação Americana de Albergues da Juventude (American Youth Hostels) nos Estados Unidos, fundada em 1934.